# Хосе Гіл Фортуль
Хосе Гіл Фортуль (ісп. José Gil Fortoul; 25 листопада 1861 — 15 червня 1943) — письменник, історик, політичний діяч, виконував обов'язки президента Венесуели у 1913—1914 роках. Був палким прихильником диктаторського режиму Хуана Вісенте Гомеса.

## Біографія
Гіл Фортуль народився в Баркісімето в родині Хосе Еспіріту Санто Гіла та Аделаїди Фортуль Санчес. Немовлям його перевезли до Ель-Токуйо, де пройшли його дитинство та юнацькі роки. 2 липня 1880 року здобув ступінь бакалавра філософії. Після цього він переїхав до Каракаса, щоб навчатись у Центральному університеті Венесуели, який він закінчив 1885 року, здобувши докторський ступінь з політології.
1886 року його було призначено на посаду консула Венесуели в Бордо. Гіл Фортуль залишався в Європі до 1896 року. Між 1890 та 1892 роками був консулом у Ліверпулі. 1892 виїхав до Парижа як секретар венесуельської делегації. За два роки він був призначений повіреним у справах в Берні, у венесуельському представництві у Швейцарії. 1897 року Гіл Фортуль повернувся до Каракаса. 1898 року президент Ігнасіо Андраде поставив перед ним завдання щодо підготовки книги з історії Венесуели (Historia Constitucional de Venezuela), його найвідомішої праці. Надалі Гіл Фортуль залишався на батьківщині, проте невдовзі вирішив знову виїхати за кордон.
1900 року він повернувся до дипломатичного життя, спочатку як консул на Тринідаді (1900), потім як представник Венесуели на Другій Міжнародній панамериканській конференції в Мексиці (1901). Після цього він повернувся до Європи, де працював у венесуельських консульствах Ліверпуля та Парижа (1902—1905). 1906 року був повіреним у справах у Берліні. 1907 року брав участь у другій мирній конференції в Гаазі. Наприкінці 1908 року був усунутий від посади за звинуваченням в непокорі президентові Чіпріано Кастро. Однак після перевороту й приходу до влади Хуана Вісенте Гомеса його було призначено на пост повноважного міністра в Берліні.
Повернувшись на батьківщину, Гіл Фортуль був членом Сенату протягом двох термінів (1910—1911 та 1914—1916), де він був автором ініціатив відносно прав жінок і дітей у цивільному законодавстві. 1913 тимчасово зайняв пост глави держави.
Після завершення президентства Гіл Фортуль став співзасновником Академії політичних наук (1915), президентом Спілки міжнародного права (1915), а також уповноваженим Швейцарської федеральної ради для проведення перемовин між Венесуелою та Колумбією (1916—1924). Знову повернувшись на батьківщину, він став членом Національної академії історії. 1931 року його було призначено на посаду директора газети El Nuevo Diario, а за два роки виїхав до Мексики як повноважний міністр з метою відновлення дипломатичних відносин, які було розірвано 1923.
Хосе Гіл Фортуль помер 1943 року.